# ルリビタキ
ルリビタキ（瑠璃鶲、Tarsiger cyanurus）は、スズメ目ヒタキ科に分類される鳥類である。

## 分布
アフガニスタン、インド、エストニア、カザフスタン、タイ、大韓民国、台湾、中華人民共和国北部および南部（香港含む）、日本、ネパール、パキスタン、フィンランド、ブータン、ベトナム、ミャンマー、モンゴル、ラオス、ロシア
夏季はユーラシア大陸の亜寒帯やヒマラヤ山脈で繁殖し、冬季はユーラシア大陸南部で越冬する。日本では基亜種が夏季に本州中部以北、四国で繁殖し、冬季になると本州中部以南で越冬する。

## 形態
全長14cm。体側面はオレンジ色の羽毛で覆われ、英名（flanked＝脇腹、側面）の由来になっている。腹面の羽毛は白い。尾羽の羽毛は青い。種小名cyanurusは「青い尾の」の意。
オスの成鳥は頭部から上面にかけての青い羽毛で覆われる。幼鳥やメスの成鳥は上面の羽毛は緑褐色。
オスの2年未満の若鳥はメスの成鳥に比べて翼が青みがかり、体側面や尾羽の色味が強い。
なお、オスの上面が完全な青い色になるまでは2年以上かかる。

## 分類
2-3亜種に分かれるとされる。
- Tarsiger cyanurus cyanurus　(Pallas, 1773)　ルリビタキ - など

## 生態
森林に生息する。冬には都市公園でも見ることができる。群れは形成せず、単独で生活する。
食性は雑食で、昆虫類、節足動物、ジャノヒゲの果実などを食べる。地表や樹上を移動しながら獲物を捕食する。
繁殖形態は卵生。繁殖期には縄張りを形成する。6-8月に針葉樹林の地表に枯葉や苔などでお椀状の巣を作り、1回に4-5個の卵を産む。メスのみが抱卵し、抱卵期間は約15日。雛は孵化してから約15日で巣立つ。生後1年で性成熟する。ジュウイチに托卵の対象とされることもある。

## ギャラリー

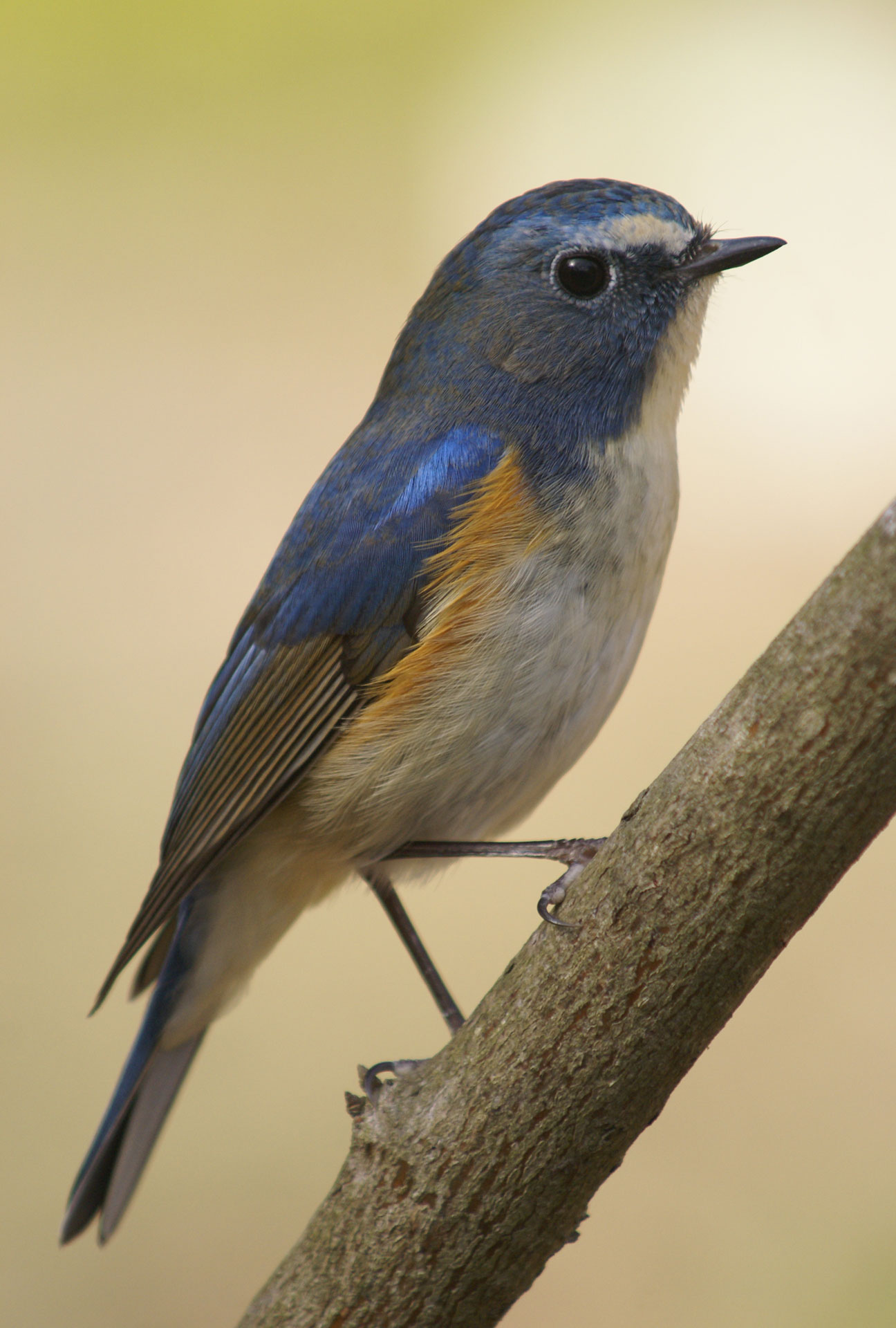
オス
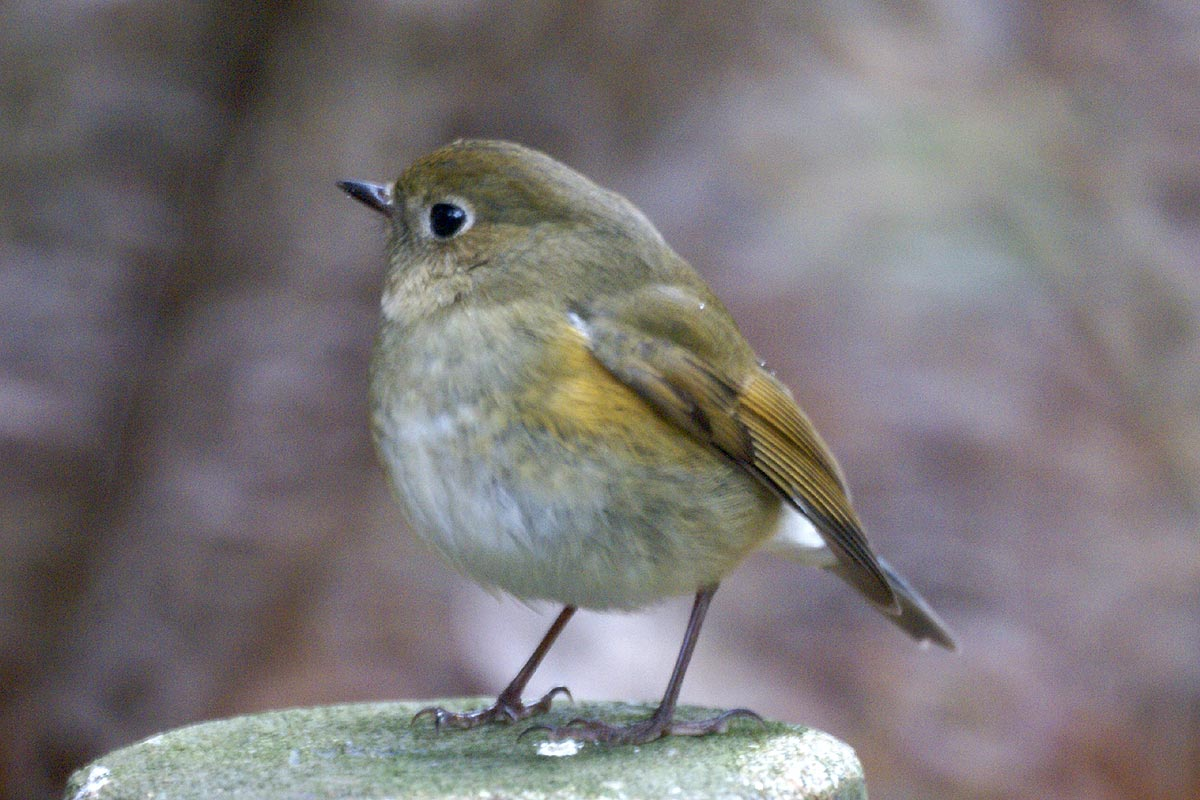
メス
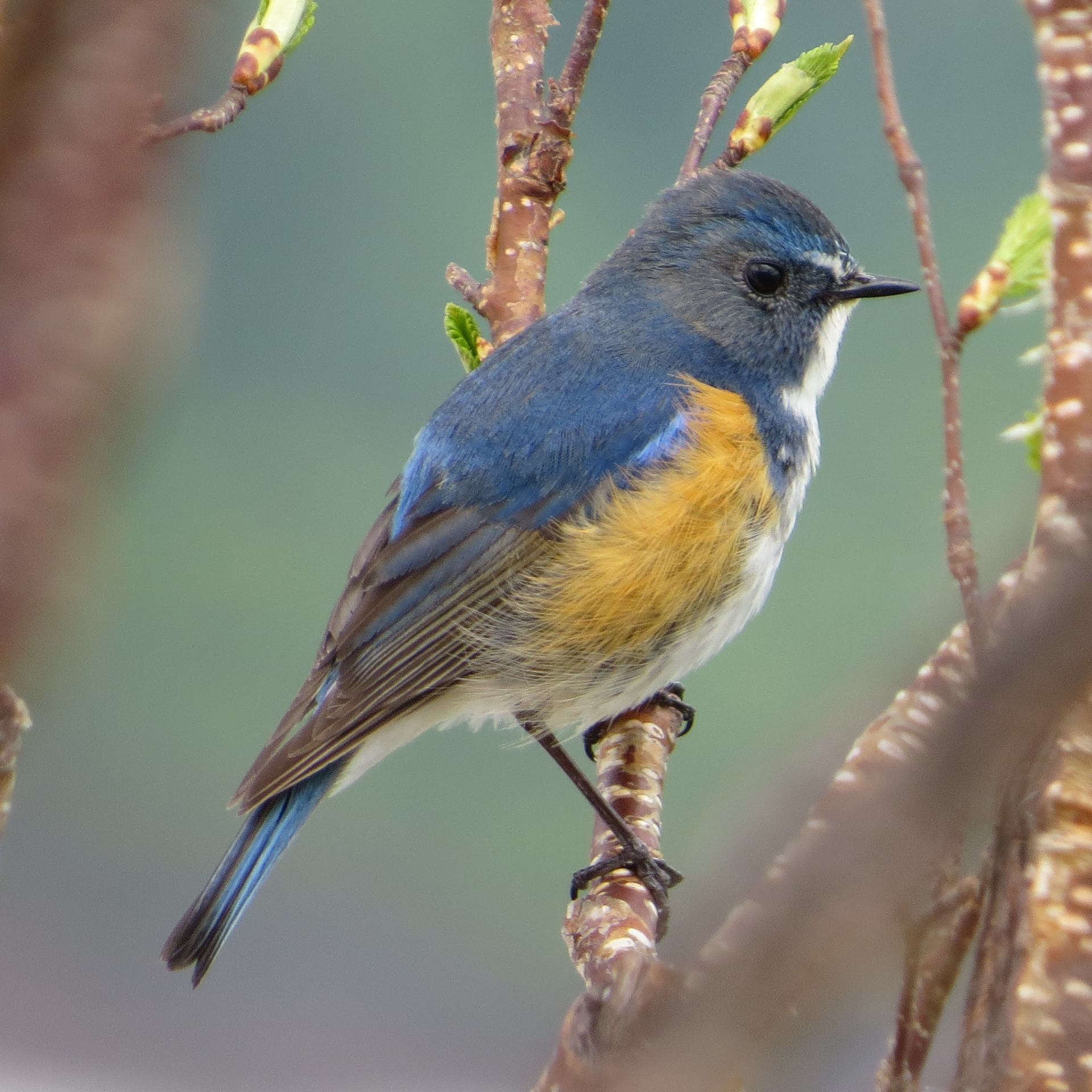
ダケカンバにとまるオス